# امدانه
اَمَدانه یا آمادای یا آمادانه نام قدیم شهر همدان است. نام این شهر برای نخستین بار در کتیبهٔ تیگلت پیلسر سوم (۱۱۰۰ پیش از میلاد) پادشاه آشور آمده‌است. این شهر پایتخت پادشاهان ماد بوده‌است. این اسم بایستی مشتق از کلمهٔ ماد باشد، چنان‌که آشوریان قوم ماد را آمادای ذکر کرده‌اند. از این رو آمادانه به معنی محل مادها و جایی است که مادها زندگی می‌کردند.